# Salvajes
Pour plus de détails, voir Fiche technique et Distribution.
Salvajes est un film espagnol réalisé par Carlos Molinero, sorti en 2001.

## Synopsis
Sur la côte méditerranéenne, Berta, une infirmière, s'occupe de ses neveux - Guillermo, Raúl et Lucía - après la mort de sa sœur. Eduardo, un policier qui va perdre son emploi à cause de sa santé, arrive en ville.

## Fiche technique
- Titre : Salvajes
- Réalisation : Carlos Molinero
- Scénario : Jorge Juan Martínez, Carlos Molinero, Clara Pérez Escrivá, Lola Salvador d'après la pièce de théâtre de José Luis Alonso de Santos
- Photographie : Gerardo Gormezano
- Montage : Jose Recuenco et Renato Sanjuán
- Production : Lola Salvador (producteur délégué)
- Société de production : Brothers and Sisters, Canal+ España, Línea Sur, Passion Walls et Televisión Española
- Pays :  Espagne
- Genre : Drame
- Durée : 98 minutes
- Dates de sortie : 
  -  Espagne : 28 septembre 2001
  -  France : 19 juin 2002

## Distribution
- Marisa Paredes : Berta
- Imanol Arias : Eduardo
- Manuel Morón : Morís
- Roger Casamajor : Guillermo
- María Isasi : Lucía
- Alberto Ferreiro : Raúl
- Emilio Buale : Omar
- Mario Pardo : Turuta
- Alicia Sánchez : Amparo
- Carmen Balagué : Sonsoles
- Chloé Buale : Fatoma
- Juan Sanz : Santi
- Toni Gómez : Lobo
- Darío Paso : Fino
- José Luis Alcobendas : Fausto
- Marta Suárez : Lara
- Silvia Casanova : Milagros
- Roger Álvarez : Pep
- Julio César Rodríguez : Júlio
- Concha Goyanes : Angela
- Víctor Rivas : Brito
- Petra Martínez : Conchita
- Patrick Makuala : Malik
- Cora Tiedra : Elena
- Consuelo Trujillo : Madre
- Seriche Sola : Marcel

## Distinctions
Le film a été nommé pour trois prix Goya et a remporté le prix Goya du meilleur scénario adapté.